# Басалкина, Анна Евгеньевна
Анна Евгеньевна Басалкина, (23 мая 1974 года, Ростов-на-Дону, СССР) — российская яхтсменка, участница летних Олимпийских игр 2000 года, многократная чемпионка России, тренер.

## Спортивная биография
Парусную карьеру начала в УССР, в 1983 году в посёлке Южный, Одесской области, под руководством тренера Котова С. К.
Первые успехи достигла в классе «Оптимист», была неоднократным победителем Первенства УССР в классах «Оптимист» и «Кадет».
Становилась вице-чемпионом первенства СССР в классе «Оптимист» и многократно победителем Первенства СССР в классе «470».
Является Чемпионкой России в классах «470», «Европа», «Инглинг», Дракон (дивизион классических яхт).
Бронзовый призёр 600-мильной гонки открытого моря Rolex Middle Sea Race 2019 года совместно с Игорем Рытовым.
Призёр Чемпионатов России в классах «470», «Европа», «Дракон», «эМ-Ка», «Фарр-30», «J/80».
В качестве тренера с 2013 года подготовила 8 призёров Первенства России в классах «420» и «470», 4 кандидатов в мастера спорта и 3 мастеров спорта.
Лауреат Премии «Яхтсмен года Санкт-Петербург 2014».

## Семья
- Супруг — Олег Николаевич Чугунов
- Сын — Артём (2001)
- Дочь — Вероника (2009)